# Langbank
Langbank è una località della Scozia, situata nell'area di consiglio di Renfrewshire.